# Sigmatomera magnifica
Sigmatomera magnifica är en tvåvingeart som först beskrevs av Alexander 1913.  Sigmatomera magnifica ingår i släktet Sigmatomera och familjen småharkrankar. Inga underarter finns listade i Catalogue of Life.